# الجامعة النرويجية لعلوم الحياة
الجامعة النرويجية لعلوم الحياة (بالنرويجية: Norges miljø- og biovitenskapelige universitet واختصاراً NMBU) هي جامعة حكومية في النرويج. تقع في بلدية آوس بمقاطعة آكرشوس، بالقرب من أوسلو، وكذلك في أدامستون في أوسلو. أبرَمت الجامعة اتفاقيات تبادل أكاديمي مع أكثر من 93 جامعة ومؤسسة في جميع أنحاء العالم تشمل أوروبا وأمريكا الشمالية والبلدان النامية.
تقدِّم الجامعة العديد من برامج البكالوريوس والماجستير والدكتوراه باللغتين النرويجية والانجليزية. وتضم حوالي 5,200 طالب بينهم نسبة من الطلاب الأجانب.

## التاريخ

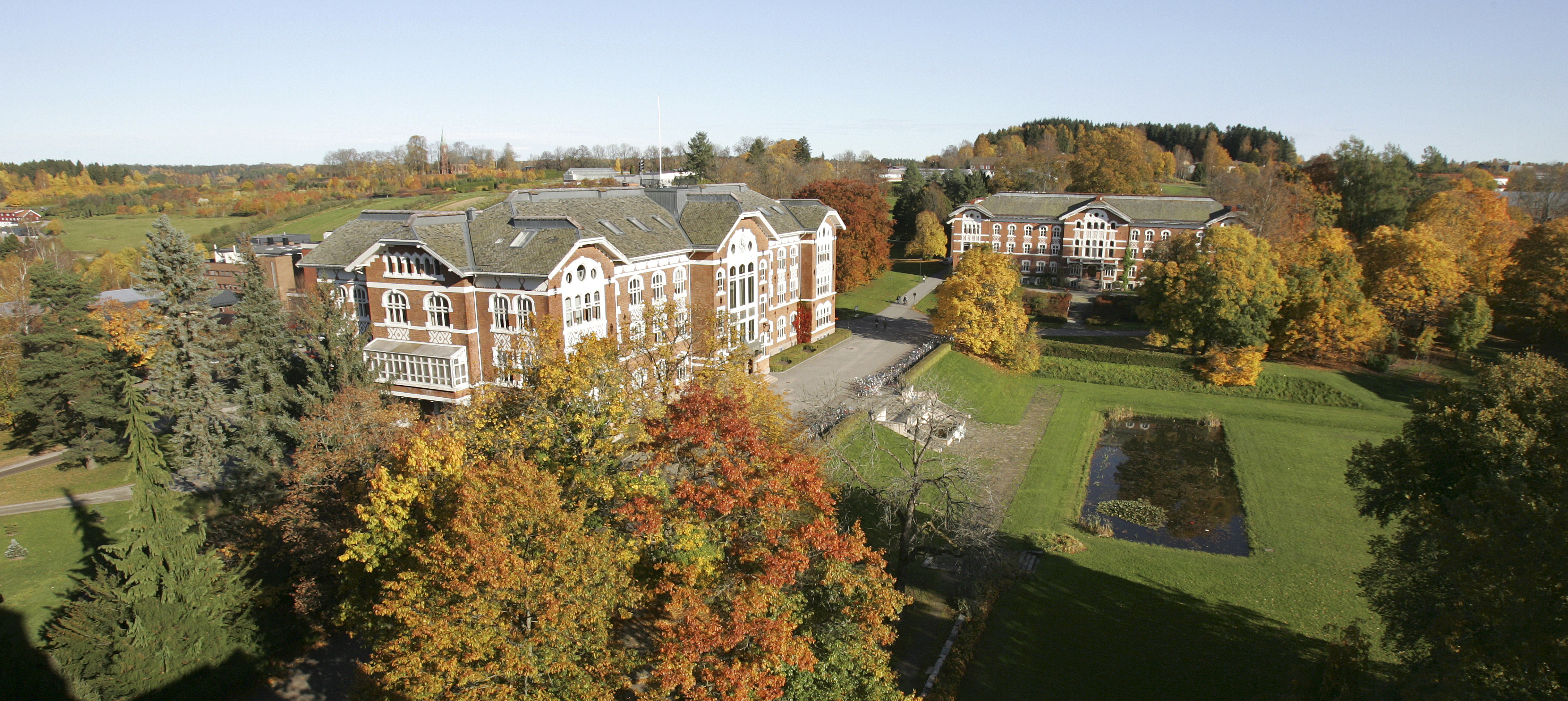
الحرم الجامعي

تأسست في عام 1859 تحت مسمّى "كلية الدراسات العليا للعلوم الزراعية"، كثاني أقدم مؤسسة للتعليم العالي في النرويج بعد جامعة أوسلو. ثم أصبحت معهدا علميا (vitenskapelig høgskole) في 1897، وأخيرا حصلت على تصنيف جامعة في 2005. انضمت إليها  المدرسة النرويجية للعلوم البيطرية (NVH) بأوسلو عام 2014، ومن ثَمّ تغير اسمها إلى الاسم الحالي: الجامعة النرويجية لعلوم الحياة. وهي المؤسسة التعليمية الوحيدة في النرويج التي تقدِّم التعليم البيطري.

## الكليات والأقسام
تنقسم الجامعة إلى ثلاث كليات وثلاث عشرة قسما وبعض المراكز البحثية:
- كلية العلوم البيئية والتكنولوجيا
  1. قسم البيئة وإدارة الموارد الطبيعية
  2. قسم علوم البيئة
  3. قسم العلوم الرياضية والتكنولوجيا
- كلية العلوم الاجتماعية
  1. قسم دراسات البيئة والتنمية الدولية
  2. قسم هندسة المناظر الطبيعية والتخطيط
  3. مدرسة الاقتصاد وإدارة الأعمال
- كلية الطب البيطري والعلوم البيولوجية
  1. قسم الحيوان وعلوم المزارع المائية
  2. قسم العلوم الأساسية وطب الحيوانات المائية
  3. قسم الكيمياء والتكنولوجيا الحيوية وعلوم الغذاء
  4. قسم العلوم السريرية للحيوانات الأليفة
  5. قسم العلوم السريرية للحيوانات المنتِجة
  6. إدارة سلامة الأغذية وبيولوجيا العدوى
  7. قسم علوم النبات

## الأبحاث

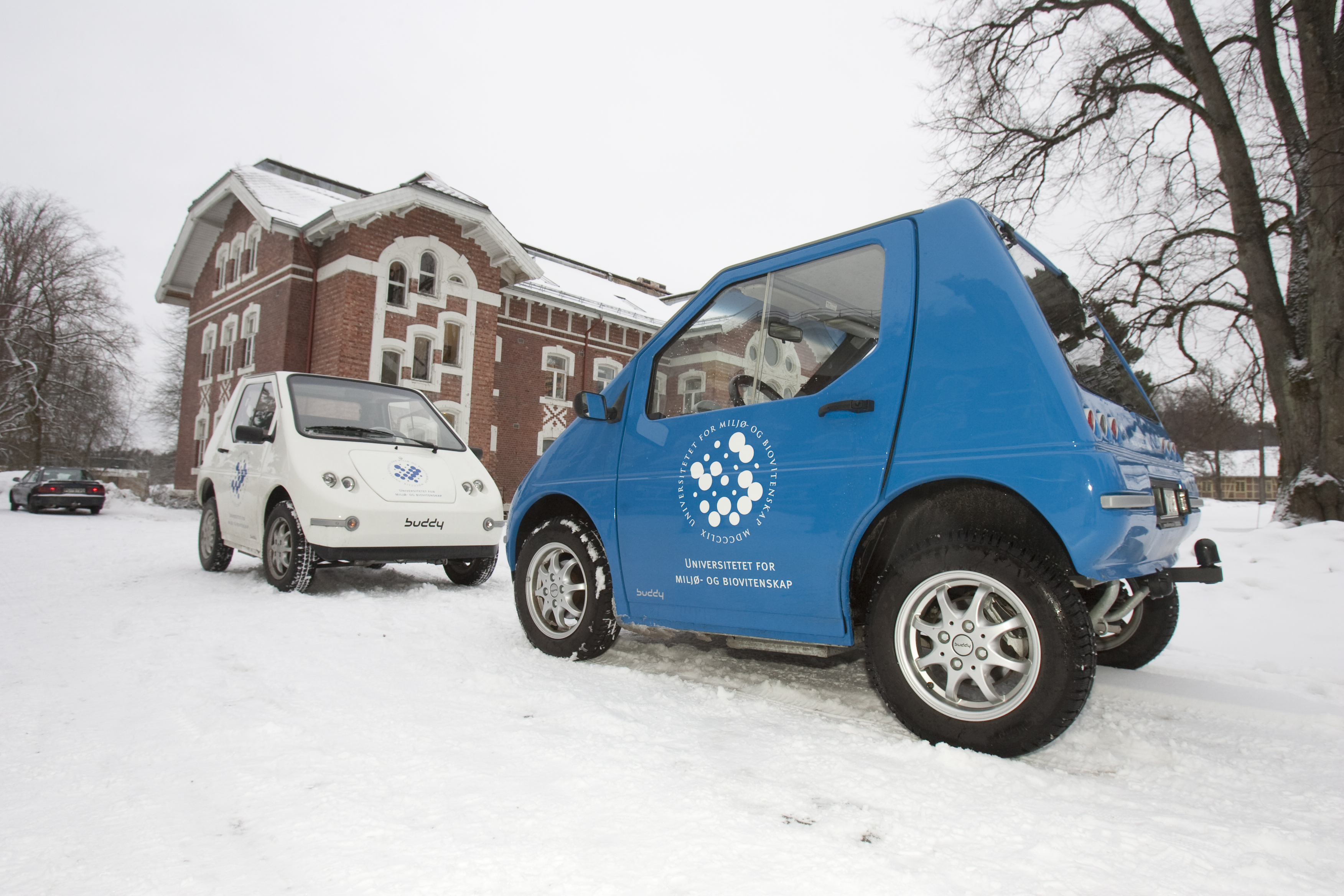
سيارات كهربائية من الجامعة

يتنوع نشاط الجامعة البحثي بين البحوث النظرية والتطبيقية، بغرض توفير دعائم للتعليم والتدريب والبحوث الموجَّهة نحو القطاع الخاص. وتركِّز البحوث بشكل أساسي على العلوم البيئية والطب البيطري وعلوم الغذاء والتكنولوجيا الحيوية وعلوم الأحياء المائية وتطوير الأعمال. كما أن هناك ارتباطا وثيقا بين الأبحاث وبرامج الدراسة في الجامعة، وغالبا ما يشارك طلاب الماجستير والدكتوراه في العديد من الأنشطة البحثية.